# 拉莫苏
拉莫苏是葡萄牙波尔图区的一个堂区。总面积3.02平方公里，总人口1710人，人口密度566.2人/平方公里。